# Bert Haandrikman
Bert Haandrikman (Borger, 26 september 1971) is een Nederlandse radio-dj voor Omroep MAX op NPO Radio 5. Hij presenteert elke werkdag -van 6.00 tot 9.00 uur- Goeiedag Haandrikman!. Daarvoor maakte hij op dezelfde zender het lunchprogramma Haandrikman!. De stem van Haandrikman was vanaf 2002 jarenlang te horen bij KRO-NCRV op NPO Radio 2. In die periode zat hij veertien keer in het presentatorenteam van de NPO Radio 2 Top 2000 en won hij twee keer de Zilveren RadioSter. Voor zijn programma Helemaal Haandrikman ontving hij de Gouden RadioRing. Op televisie presenteert Haandrikman het MAX Skûtsje Journaal op NPO 1.
Haandrikman groeide op in de Drentse plaats Borger. Op de boerderij van zijn ouders maakte hij met een cassetterecorder al op jonge leeftijd verslagen van zijn eigen avonturen. Na de mavo, de meao en de propedeuse van de lerarenopleiding studeerde Haandrikman Nederlands en Journalistiek aan de Rijksuniversiteit in Groningen. In die stad kreeg hij in de jaren negentig zijn eigen programma op stadszender OOG Radio en draaide hij als dj plaatjes bij studentenvereniging Albertus Magnus.
In 1997 ging Haandrikman werken bij de regionale omroep RTV Noord. Eerst als verslaggever, later ook als presentator. Naast het radioprogramma Het Eeuwige Weekend, dat hij presenteerde tot april 2008, kreeg hij er een eigen televisieprogramma: Podium Noord.
In 2000 vertrok Haandrikman naar de KRO. Daar begon hij als verslaggever en redacteur van het dagelijkse Radio 2-programma Tijd voor Twee. In de zomer van 2002 verving hij voor het eerst presentator Frits Spits tijdens diens vakantie. Van 2006 tot en met 2013 presenteerde hij Tijd voor Twee elke vrijdagmiddag.
Ondertussen viel hij als presentator in bij verschillende andere Radio 2-programma’s. En er kwamen vaste programma’s: op zaterdagavond The Best of 2night (2009-2011) en op zondagmiddag Haandrikman pakt uit! (2011-2012). Ook was er een uitstapje naar 3FM. Op die zender presenteerde hij Haandrikman Bij Nacht (2004).
Van 2002 tot en met 2015 was Haandrikman onafgebroken een van de presentatoren van de NPO Radio 2 Top 2000.
In 2013 begon Haandrikman met een nieuw programma op NPO Radio 2: Helemaal Haandrikman. Eerst alleen op zaterdag- en zondagmiddag voor de KRO, maar van 2 september 2013 tot en met 22 december 2016 elke werkdag voor KRO-NCRV. Het programma werd in 2013, 2015 en 2016 genomineerd voor de Gouden RadioRing: de prijs voor het beste radioprogramma. Die onderscheiding kreeg het programma op 19 januari 2017, kort nadat het programma was gestopt. Haandrikman ontving bovendien twee keer (in 2013 en 2015) de Zilveren RadioSter: de prijs voor de beste radiopresentator.
Van 1 januari 2017 tot en met 5 augustus 2018 presenteerde Haandrikman het programma Hier is Haandrikman op NPO Radio 2. Op zaterdagochtend en zondagmiddag.
In de zomer van 2018 maakte Haandrikman bekend te zullen overstappen van KRO-NCRV naar Omroep MAX én naar een andere zender: NPO Radio 5. Daar presenteerde hij van 3 september 2018 tot en met 1 oktober 2020 -van maandag tot en met donderdag- het lunchprogramma Haandrikman!.
Sinds 5 oktober 2020 presenteert hij de dagelijkse ochtendshow Goeiedag Haandrikman! op NPO Radio 5. Hij volgde Jeroen van Inkel op, die overstapte naar NPO Radio 2.
In 2022 maakte Haandrikman zijn debuut op de landelijke televisie. Van zaterdag 30 juli tot en met vrijdag 12 augustus presenteerde hij live vanuit Friesland het MAX Skûtsje Journaal op NPO 1. Ook in 2023 presenteert Haandrikman dit dagelijkse televisieprogramma.